# Pulvinaria borchsenii
Pulvinaria borchsenii är en insektsart som beskrevs av Danzig 1967. Pulvinaria borchsenii ingår i släktet Pulvinaria och familjen skålsköldlöss. Inga underarter finns listade i Catalogue of Life.